# Coupe Challenge féminine de handball 2002-2003
Navigation
Coupe Challenge 2001-2002 Coupe Challenge 2003-2004
La coupe Challenge 2002-2003 est la 10e édition de la Coupe Challenge féminine de handball, compétition créée en 1993 sous le nom de coupe de Villes.

## Formule
La coupe Challenge, a priori la moins réputée des différentes compétitions européennes, est également appelée C4. 
L’épreuve débute par un tour préliminaire où huit équipes, réparties en deux groupes de quatre, se disputent la qualification pour les seizièmes de finale. 
Tous les autres tours se déroulent en matches aller-retour, y compris la finale.

## Tours préliminaires

### Premier tour
| Date Aller     | Club                | Aller   | Total   | Retour  | Club              | Date Retour    |
| -------------- | ------------------- | ------- | ------- | ------- | ----------------- | -------------- |
| 4 octobre 2002 | SHK Gorodnitshanka  | 31 - 28 | 65 - 75 | 34 - 37 | Dossobuono Verona | 5 octobre 2002 |
| 5 octobre 2002 | ZMC Amicitia Zurich | 38 - 25 | 75 - 49 | 37 - 38 | ŽRK Galeb Mostar  | 6 octobre 2002 |

### Deuxième tour
| Date Aller      | Club                     | Aller   | Total   | Retour  | Club                 | Date Retour     |
| --------------- | ------------------------ | ------- | ------- | ------- | -------------------- | --------------- |
| 4 janvier 2003  | Helsinki IFK             | 21 - 39 | 29 - 78 | 8 - 39  | AZS-AWFiS Gdańsk     | 5 janvier 2003  |
| 4 janvier 2003  | TSV St. Otmar St-Gall    | 36 - 28 | 59 - 57 | 23 - 29 | Dossobuono Verona    | 5 janvier 2003  |
| 4 janvier 2003  | HC Selmont Baia Mare     | 30 - 17 | 53 - 34 | 23 - 17 | Initia HC Hasselt    | 5 janvier 2003  |
| 4 janvier 2003  | Intercoll. Panellinios   | 16 - 35 | 35 - 66 | 19 - 31 | Dnepryanka Kherson   | 5 janvier 2003  |
| 4 janvier 2003  | RK "Mlaz" Bogdanci       | 24 - 23 | 40 - 46 | 16 - 23 | GS Elpides Drama     | 11 janvier 2003 |
| 4 janvier 2003  | RK Tresnjevka            | 26 - 23 | 50 - 49 | 24 - 26 | ŽRK Split Kaltenberg | 11 janvier 2003 |
| 4 janvier 2003  | Toulon Var HB            | 18 - 26 | 38 - 60 | 20 - 34 | Uni Ursus Cluj       | 11 janvier 2003 |
| 4 janvier 2003  | Pallamano Elpe Altamura  | 27 - 36 | 49 - 72 | 22 - 36 | S.A. Merignacais HB  | 12 janvier 2003 |
| 4 janvier 2003  | Universitatea Remin Deva | 24 - 20 | 44 - 47 | 20 - 27 | Borussia Dortmund    | 12 janvier 2003 |
| 5 janvier 2003  | ZMC Amicitia Zurich      | 21 - 32 | 42 - 60 | 21 - 28 | DJK/MJC Trier        | 11 janvier 2003 |
| 5 janvier 2003  | Colégio de Gaia          | 19 - 20 | 42 - 41 | 23 - 21 | CS Madeira           | 12 janvier 2003 |
| 10 janvier 2003 | Ormi Patras              | 23 - 12 | 49 - 26 | 26 - 14 | ZRK Jedinstvo Tuzla  | 12 janvier 2003 |
| 11 janvier 2003 | Skuru IK                 | 39 - 21 | 71 - 46 | 26 - 14 | Kastamonu Bld. GSK   | 12 janvier 2003 |
| 11 janvier 2003 | Karpati Uzhgorod         | 22 - 31 | 44 - 56 | 22 - 25 | Pirin Blagoevgrad    | 12 janvier 2003 |
| 11 janvier 2003 | U. FLAGA Korneuburg      | 33 - 18 | 55 - 35 | 22 - 17 | Admira Landh. Wien   | 12 janvier 2003 |
| 11 janvier 2003 | Université d'Homiel      | 0 - 10  | 0¹ - 20 | 0 - 10  | RK Skopje            | 12 janvier 2003 |

¹ Note :  Université d'Homiel a déclaré forfait donc  RK Skopje est qualifié pour les huitièmes de finale.

## Phase finale

### Huitièmes de finale
| Date Aller      | Club                | Aller   | Total   | Retour  | Club                  | Date Retour     |
| --------------- | ------------------- | ------- | ------- | ------- | --------------------- | --------------- |
| 14 février 2003 | Colégio de Gaia     | 17 - 26 | 37 - 55 | 20 - 29 | Ormi Patras           | 15 février 2003 |
| 15 février 2003 | Skuru IK            | 26 - 18 | 60 - 35 | 34 - 17 | GS Elpides Drama      | 16 février 2003 |
| 15 février 2003 | DJK/MJC Trier       | 36 - 18 | 72 - 36 | 36 - 18 | RK Skopje             | 16 février 2003 |
| 15 février 2003 | RK Tresnjevka       | 27 - 26 | 47 - 54 | 20 - 28 | S.A. Merignacais HB   | 22 février 2003 |
| 15 février 2003 | AZS-AWFiS Gdańsk    | 41 - 28 | 71 - 58 | 30 - 30 | TSV St. Otmar St-Gall | 23 février 2003 |
| 16 février 2003 | Pirin Blagoevgrad   | 22 - 27 | 42 - 52 | 20 - 25 | Uni Ursus Cluj        | 22 février 2003 |
| 21 février 2003 | Borussia Dortmund   | 30 - 23 | 57 - 35 | 27 - 12 | HC Dnepryanka Kherson | 23 février 2003 |
| 22 février 2003 | U. FLAGA Korneuburg | 24 - 32 | 38 - 61 | 14 - 29 | HC Selmont Baia Mare  | 23 février 2003 |

### Quarts de finale
| Date Aller   | Club                | Aller   | Total   | Retour  | Club                 | Date Retour  |
| ------------ | ------------------- | ------- | ------- | ------- | -------------------- | ------------ |
| 15 mars 2003 | DJK/MJC Trier       | 29 - 27 | 56 - 52 | 27 - 25 | Skuru IK             | 22 mars 2003 |
| 15 mars 2003 | Uni Ursus Cluj      | 26 - 30 | 53 - 59 | 27 - 29 | AZS-AWFiS Gdańsk     | 22 mars 2003 |
| 16 mars 2003 | Ormi Patras         | 24 - 22 | 43 - 50 | 19 - 28 | Borussia Dortmund    | 22 mars 2003 |
| 16 mars 2003 | S.A. Merignacais HB | 31 - 27 | 48 - 50 | 17 - 23 | HC Selmont Baia Mare | 22 mars 2003 |

### Demi-finales
| Date Aller   | Club              | Aller   | Total   | Retour  | Club                 | Date Retour   |
| ------------ | ----------------- | ------- | ------- | ------- | -------------------- | ------------- |
| 5 avril 2003 | AZS-AWFiS Gdańsk  | 24 - 19 | 42 - 46 | 18 - 27 | HC Selmont Baia Mare | 12 avril 2003 |
| 6 avril 2003 | Borussia Dortmund | 29 - 22 | 56 - 55 | 27 - 33 | DJK/MJC Trier        | 12 avril 2003 |

### Finale
| Date Aller  | Club              | Aller   | Total   | Retour  | Club                 | Date Retour |
| ----------- | ----------------- | ------- | ------- | ------- | -------------------- | ----------- |
| 15 mai 2003 | Borussia Dortmund | 24 - 16 | 45 - 43 | 21 - 27 | HC Selmont Baia Mare | 22 mai 2003 |

## Les championnes d'Europe
| Championne d'Europe Coupe Challenge 2003 Borussia Dortmund 1er titre |